# 카라카스 대학 도시
카라카스 대학 도시(Ciudad Universitaria de Caracas)는 카를로스 라울 비야누에바에 의해 지어진 베네수엘라 대학의 캠퍼스이다. 이 건축물은 건축과 도시 설계분야에 있어서 걸작으로 평가받고 있으며, 20세기에 한명의 건축가에 의해 지어진 유일한 대학 캠퍼스라는 점을 인정받아 2000년 유네스코에 의해 세계문화유산으로 지정되었다.
카라카스 대학 도시는 비야누에바의 걸작으로 평가되는데, 특히 시몬 볼리바르의 일가 소속이었던 하시엔다 이바라 지역에 지어 졌으며 베네수엘라 광장 주변의 신시가와 연결되기 때문에 엄청난 도시 계획과 건축 디자인 작업이 필요한 일이었다.
이사이스 메디나 안가리타 대통령 정부는 세인트 프란시스 코벤트지역보다 더 큰 구역을 대학 부지용도로 이용할 수 있도록 1942년에 하시엔다 이바라 지역을 구입했으며, 비야누에바에게 특별한 권한을 주어서 미술과 건축의 통합을 이룰 수 있도록 하였다.
이 엄청난 도시의 구역의 크기는 총 40개의 빌딩을 포함해서 2 km2정도이며, 라틴 아메리카에 근대 건축을 가장 성공적으로 적용시킨 사례로 꼽힌다. 비야누에바는 건강이 악화되는 1960년대 후반까지 25년을 넘게 자신의 작품을 위해 다른 예술가들과 함께 현장에서 작업을 하였다.

## 프로젝트에 참가한 예술가들

### 외국

#### 한스 알프(프랑스)

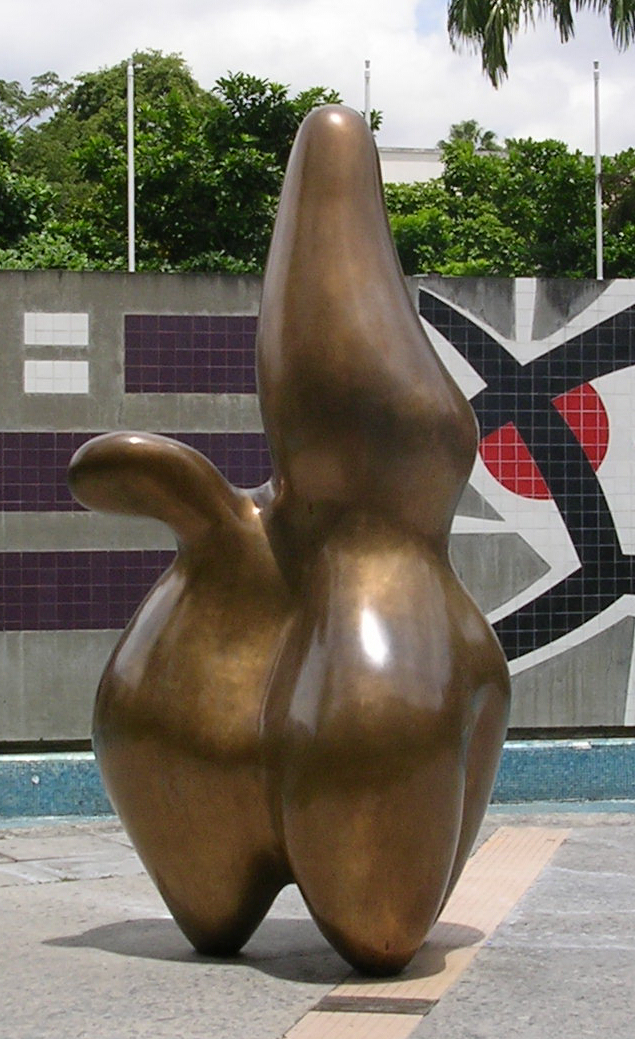
Cloud Shepherd
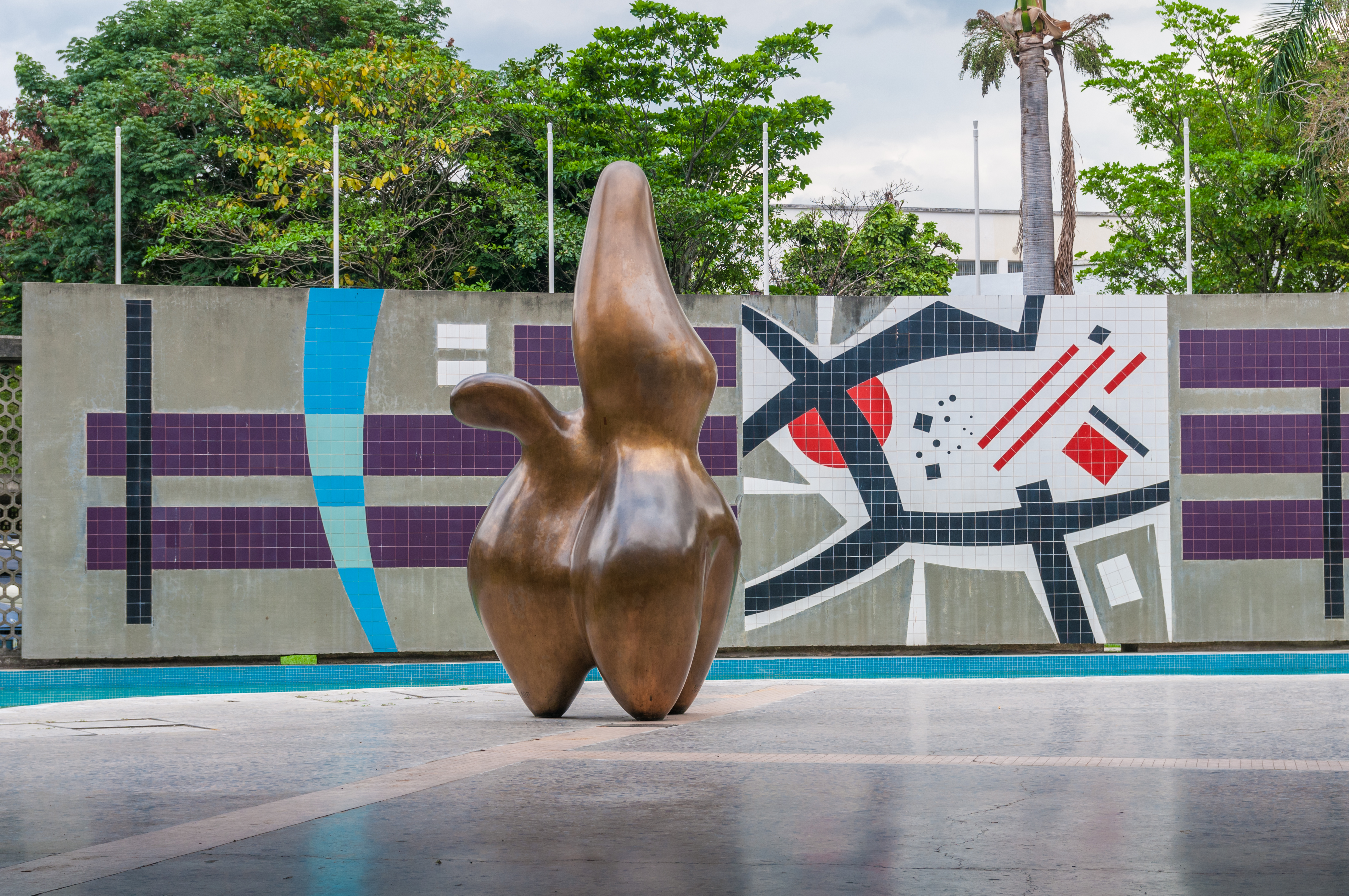

#### 발타사르 로보 (ESP)

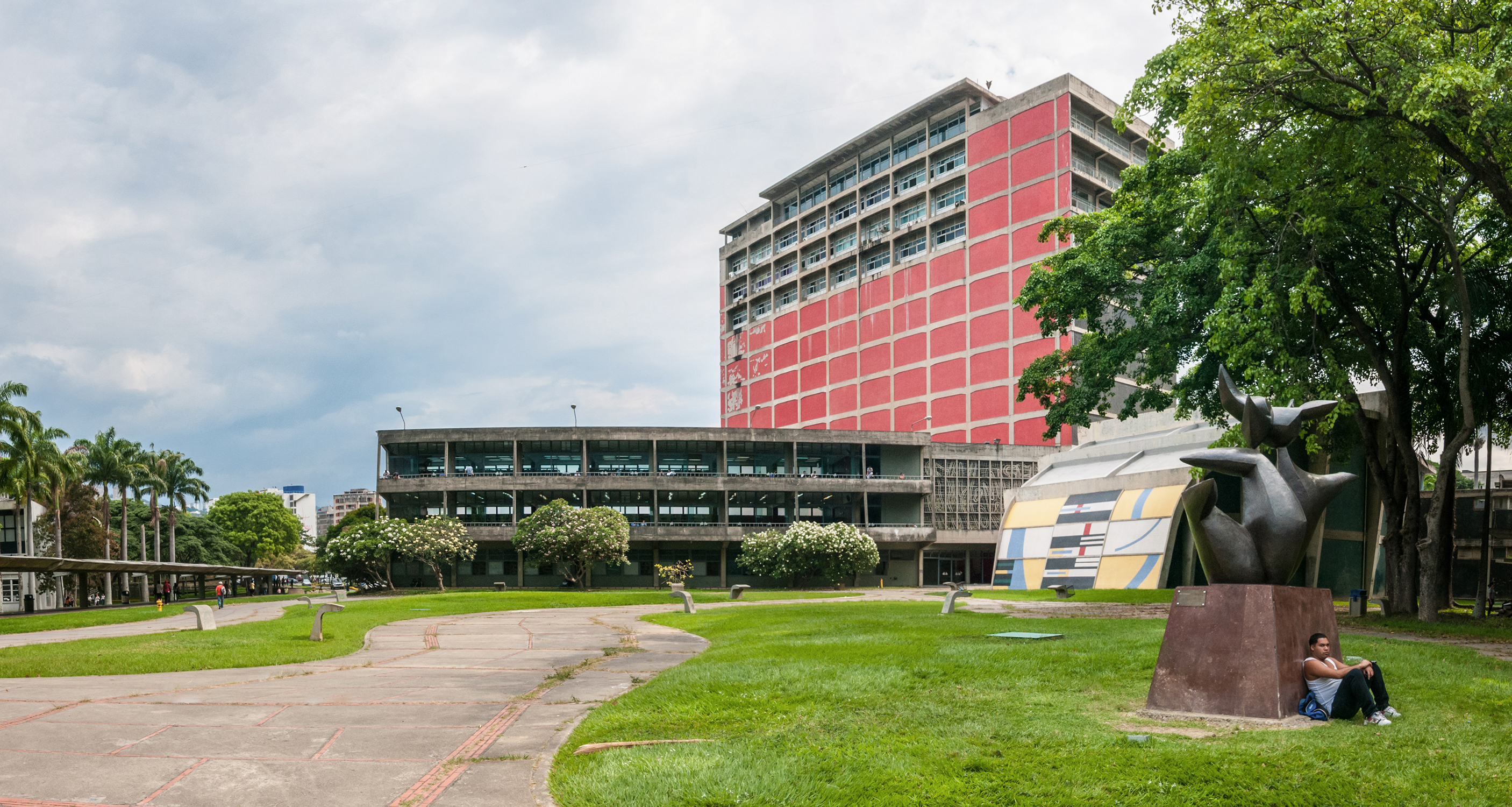

#### 안토인 페프스너 (RUS)

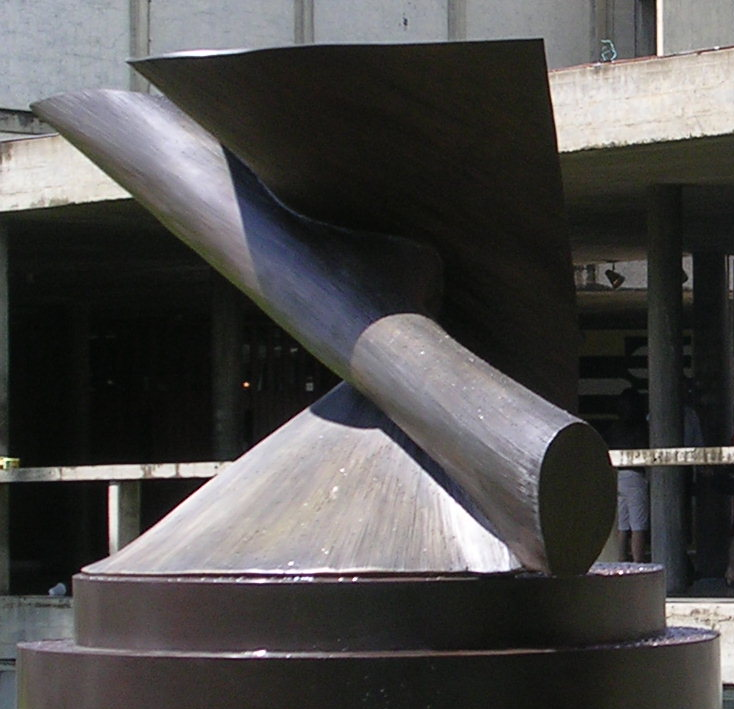

#### 알렉산더 캘더(미국)

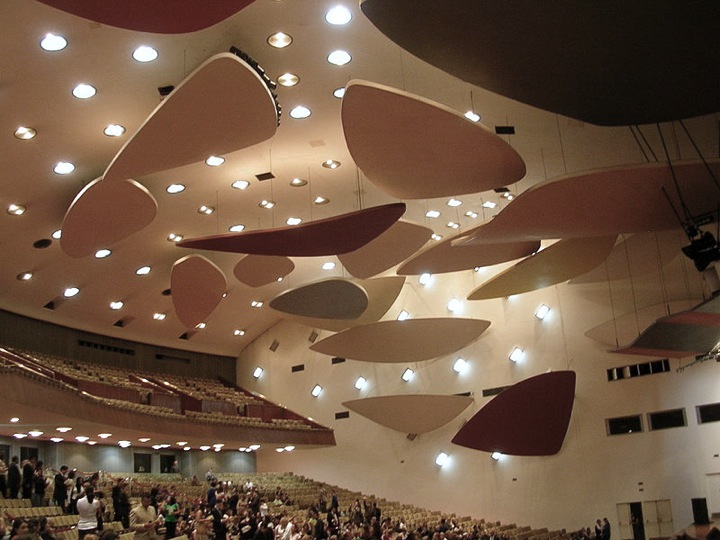
Clouds

#### 빅터 바사렐리(헝가리)

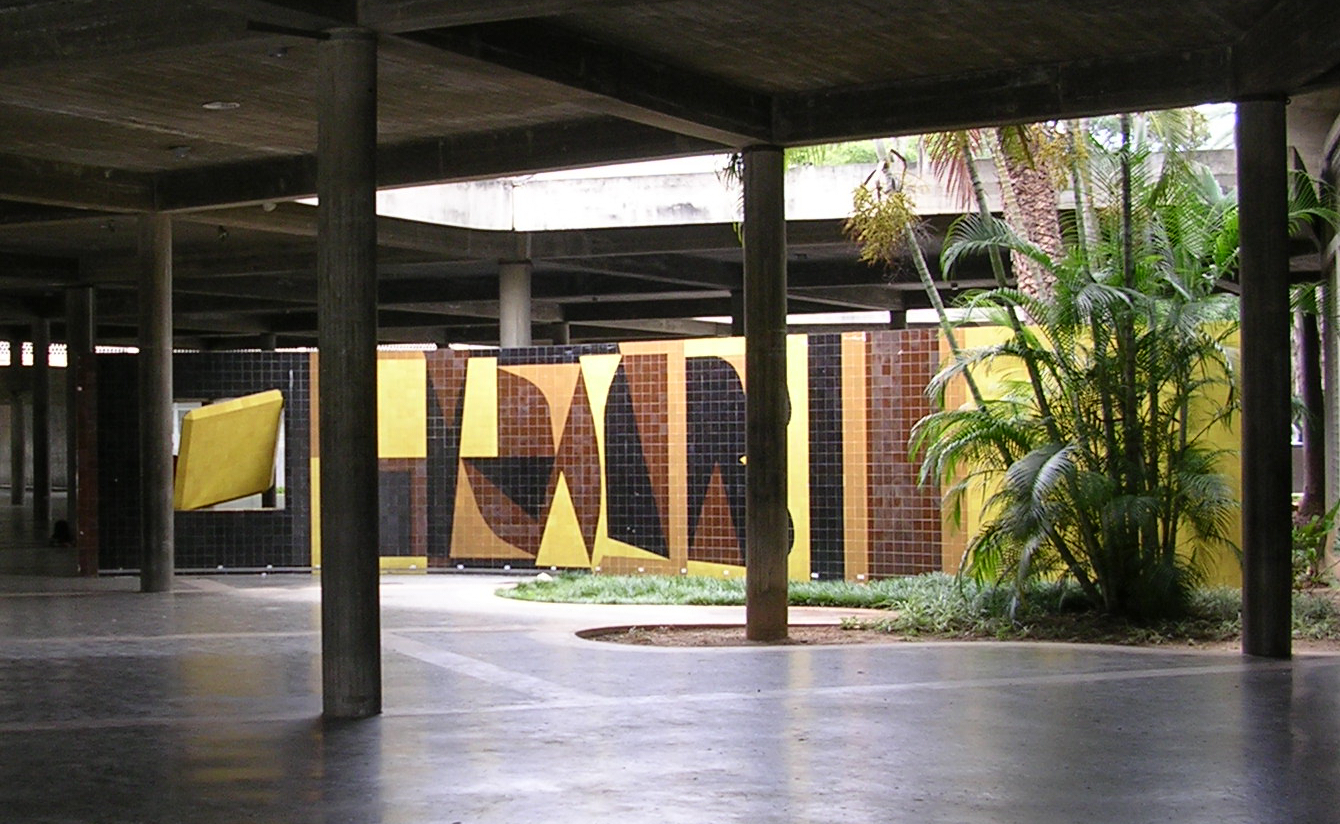
Tribute to Malevich

### 베네수엘라

#### 아르만도 바리오스

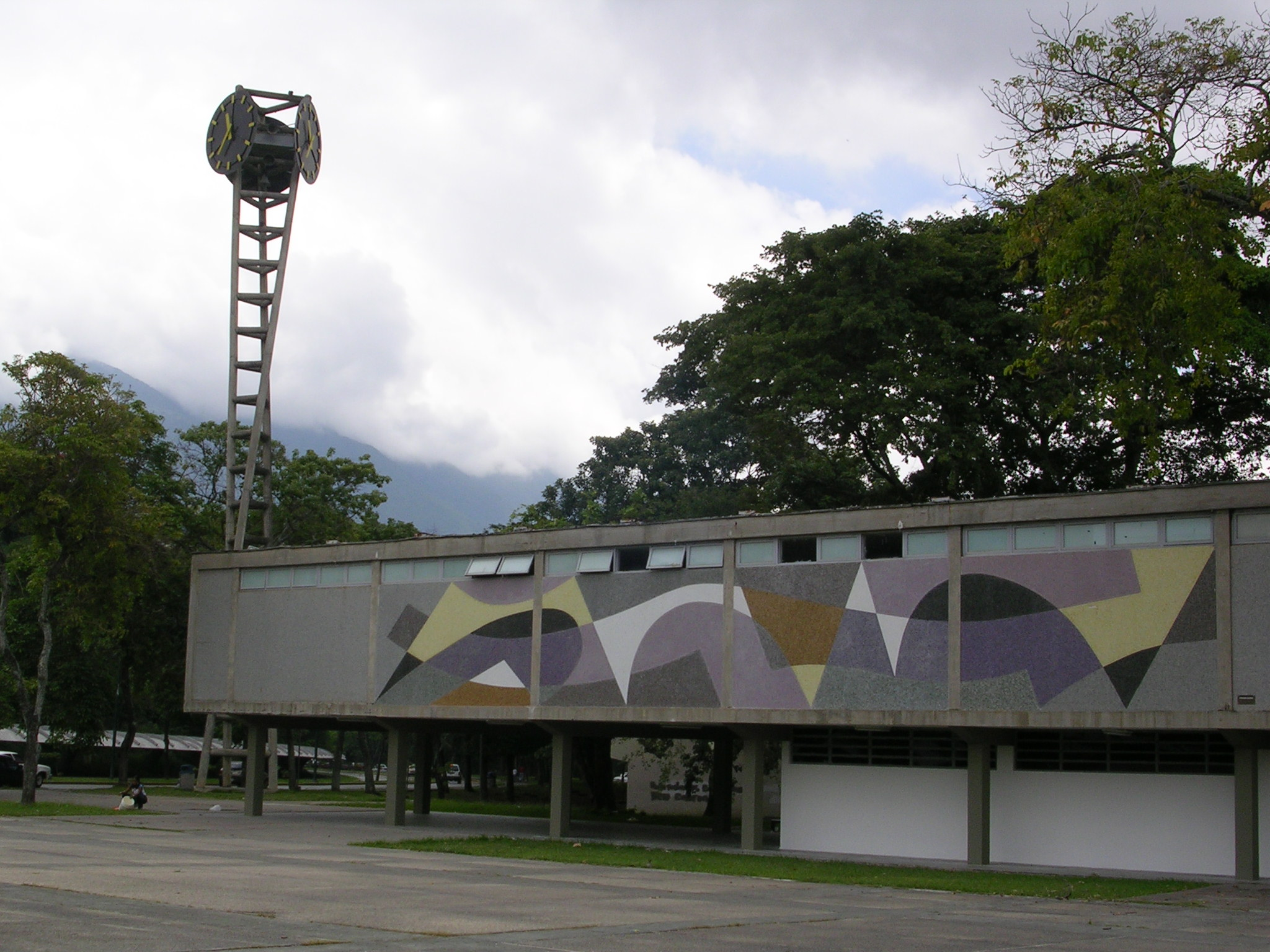
Clock (designed by Juan Otaola) and mural by Armando Barrios, "Plaza del Rectorado"

#### 마테오 마나우레

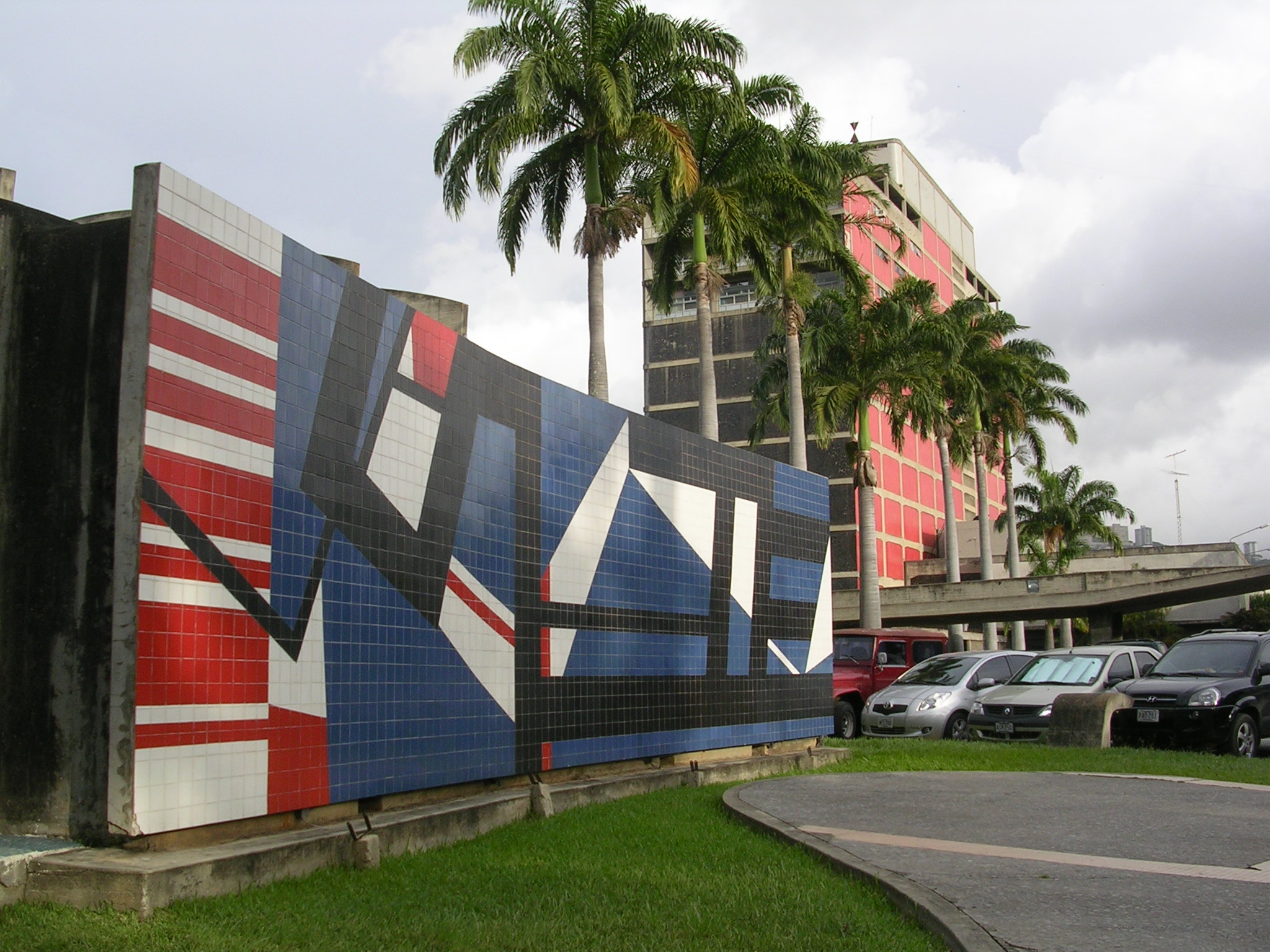

#### 파스쿠알 나바로

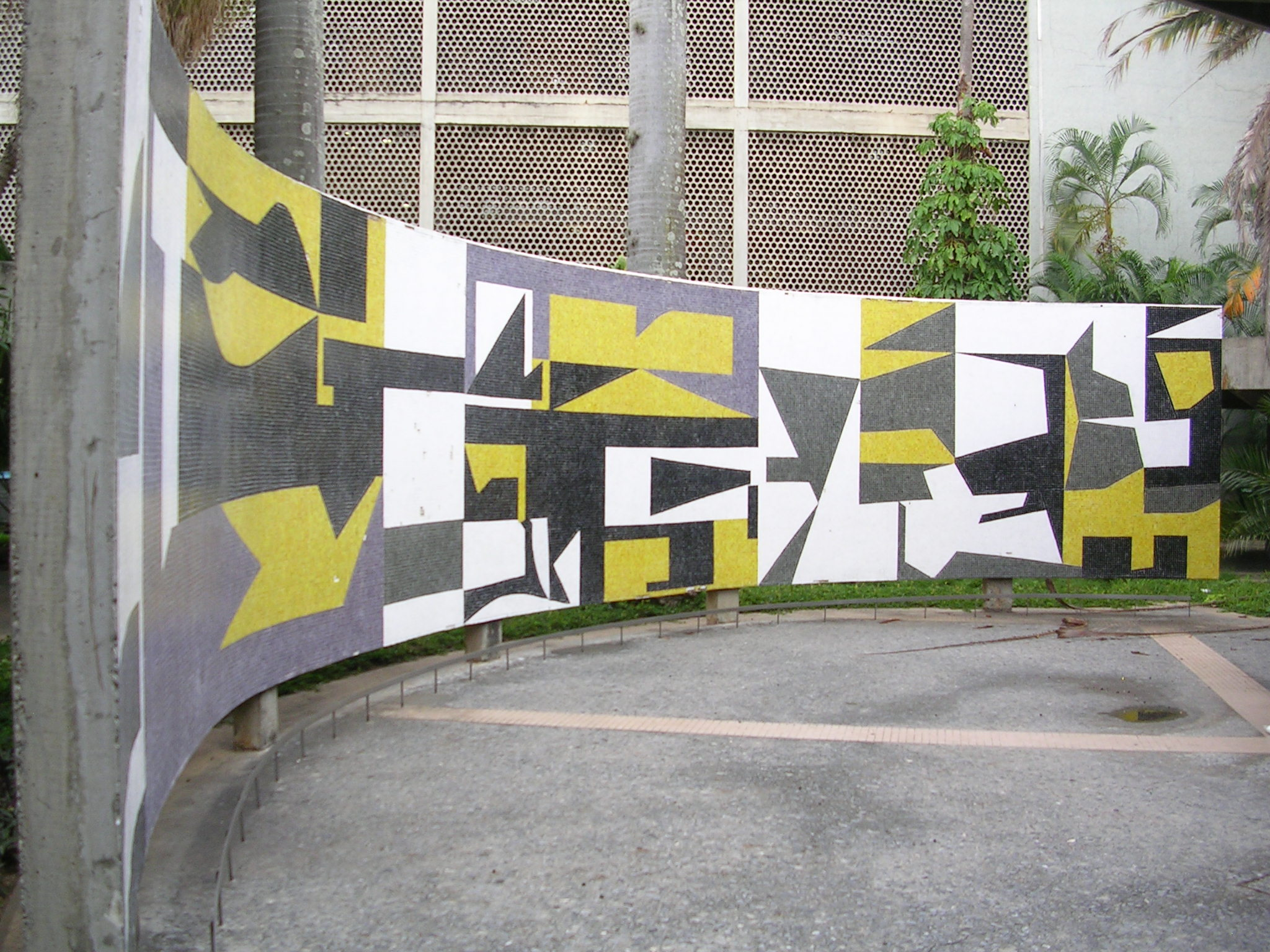

#### 알레한드로 오테로

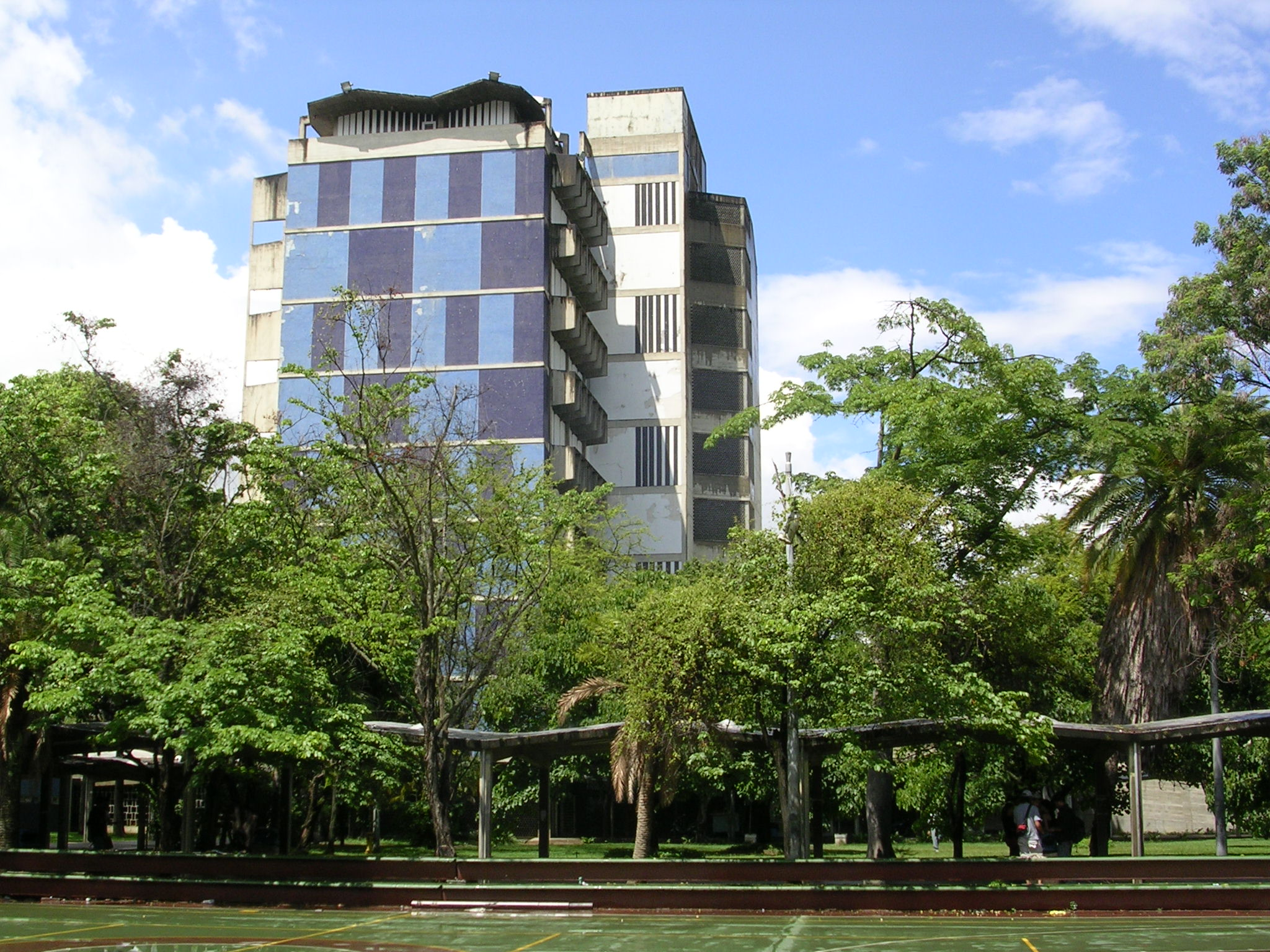
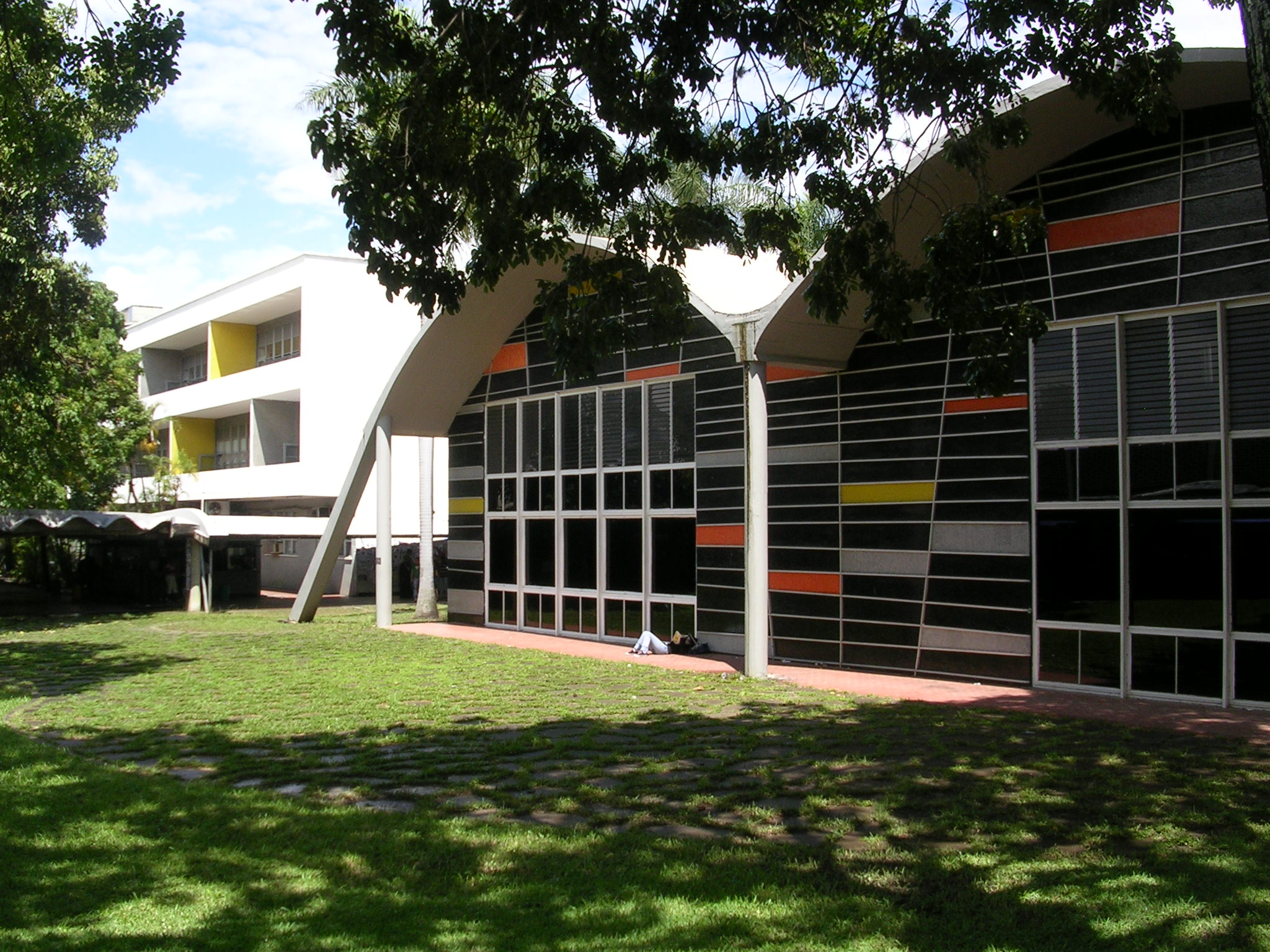

#### 빅토르 바렐라

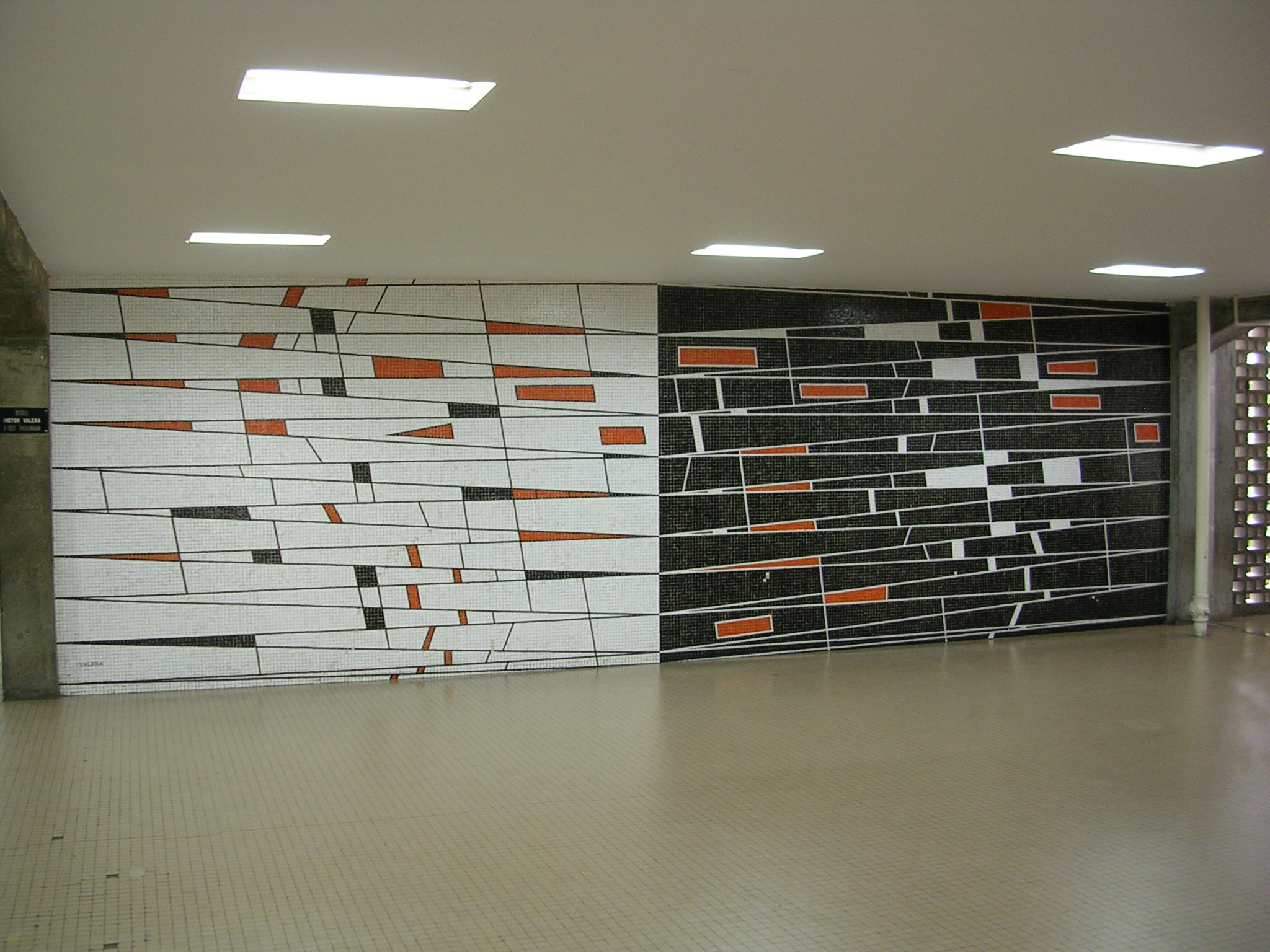

## 같이 보기
- 카를로스 라울 비야누에바
- 베네수엘라 대학